# Nadbużańska Brygada WOP
Nadbużańska Brygada Wojsk Ochrony Pogranicza (NB WOP) – zlikwidowana brygada Wojsk Ochrony Pogranicza pełniąca służbę graniczną na granicy polsko-radzieckiej.

## Formowanie i zmiany organizacyjne
Sformowana została 1 czerwca 1976 na bazie 23 Chełmskiego Oddziału WOP, na podstawie zarządzenia MSW nr 05/org z 29 stycznia 1976.  Podyktowane to było zmianą ochranianego odcinka w związku z reformą administracyjną kraju, nowym podziałem na województwa i odtwarzaniem brygad na granicy ze Związkiem Radzieckim. Sztab brygady stacjonował w Chełmie Lubelskim

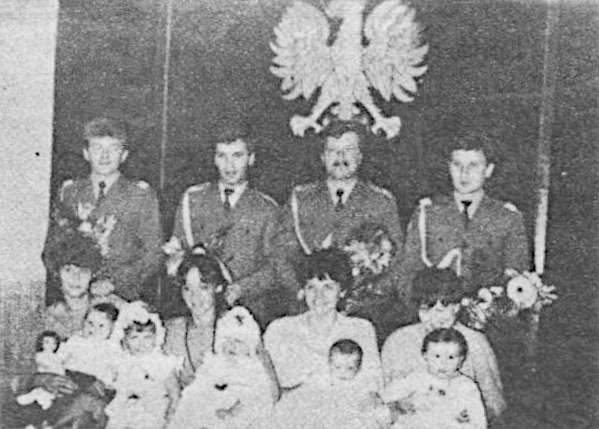
W Urzędzie Stanu Cywilnego w Chełmie uroczystość nadania imion dzieciom żołnierzy zawodowych – Nadbużańska Brygada WOP (1987)

W 1983 Rada Państwa nadała brygadzie Order Sztandaru Pracy II klasy.
Rozformowana została 1 października 1989. Na jej bazie powstał Nadbużański Batalion WOP.
Lewy odcinek ze strażnicami: Janów Podlaski, Terespol i Sławatycze przekazano Podlasko-Mazurskiej Brygadzie WOP. Brygada ta przejęła również GPK Terespol–Kukuryki. GPK Dorohusk podporządkowano Bieszczadzkiej Brygadzie WOP w Przemyślu.

## Struktura organizacyjna
- dowództwo, sztab i pododdziały dowodzenia[a]
- batalion odwodowy
- osiem strażnic WOP: Janów Podlaski, Terespol, Sławatycze, Włodawa, Dorohusk, Hrubieszów, Dołhobyczów i Hrebenne[6]
- cztery graniczne placówki kontrolne: Terespol, Dorohusk, Hrubieszów, Hrebenne[6].

W 1978 przeniesiono Strażnicę WOP Hrebenne do Lubyczy Królewskiej. W 1984 sformowano GPK Kukuryki (w strukturach GPK Terespol) i otwarto drogowe przejście graniczne o ruchu towarowym Kukuryki-Kozłowiczy między PRL a ZSRR.

## Wydarzenia
- 13 grudnia 1981–22 lipca 1983 – (stan wojenny w Polsce), cały wysiłek służb przede wszystkim strażnic i GPK, skierowano na ochronę granicy oraz utrzymanie porządku i bezpieczeństwa w strefie nadgranicznej, współpracując ściśle z organami milicji i Służby Bezpieczeństwa. W strażnicach normę służby granicznej dla żołnierzy podwyższono z 8 do 12 godzin na dobę. Po wprowadzeniu ograniczeń w ruchu granicznym część niewykorzystanej kadry GPK przerzucono do strażnic w celu wspomożenia bezpośredniej ochrony granicy. Patrole wysyłane w teren zostały wzmocnione. Wyeliminowano służby składające się z jednego żołnierza. Ścisłą kontrolą objęto całą strefę nadgraniczną, sięgając niekiedy głębiej. Niektóre szlaki turystyczne zostały zamknięte, a ruch w strefie nadgranicznej został znacznie ograniczony. W stan gotowości były postawione wszystkie pododdziały odwodowe. Dla umocnienia bezpieczeństwa w strefie nadgranicznej organizowano stałe akcje penetracyjne terenu przez wszystkie służby, zwłaszcza lotne patrole na motocyklach lub samochodach osobowo-terenowych. Mimo utrudnionych warunków nie zaprzestano współpracy z ludnością pogranicza[7].

## Sąsiednie brygady
- Podlasko-Mazurska Brygada WOP ⇔ Bieszczadzka Brygada WOP – 1.06.1976–30.09.1989.

## Oficerowie brygady
Dowódcy brygady

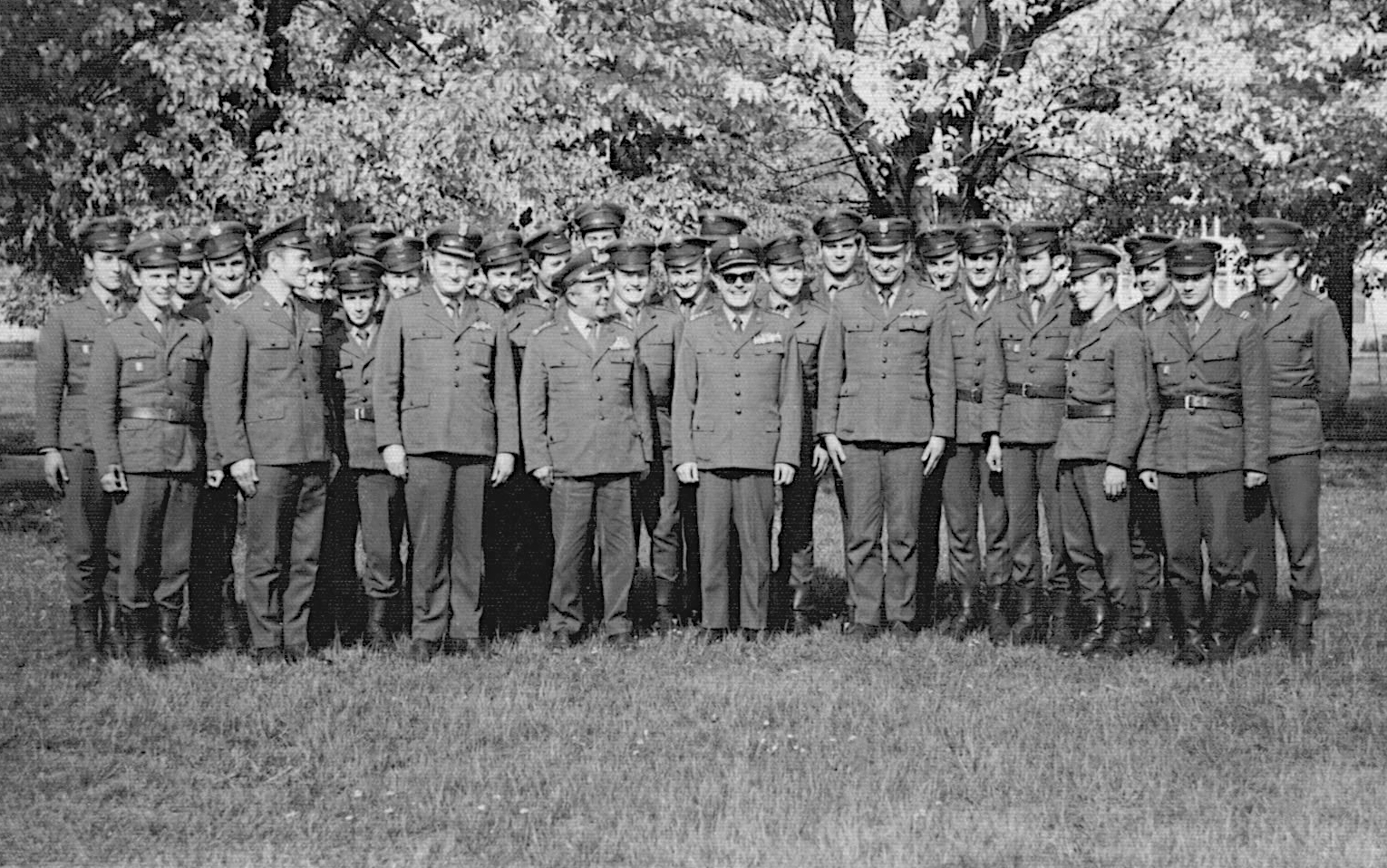
Dowództwo NB WOP z żołnierzami zasadniczej służby wojskowej w dniu Święta Wojsk Ochrony Pogranicza (czerwiec 1976)

- płk Kazimierz Zakrawacz – do 16.12.1977
- płk Stanisław Wąs – do 21.05 1983
- płk Jan Wójcik – do 1.08.1985
- płk dypl. Tadeusz Jagodziński – do 1988
- płk Marian Kowalski – do rozformowania[8].

Kierownicy sekcji KRG
- ppłk Mierzwa
- ppłk Tadeusz Kosior
- mjr Henryk Czajkowski
- mjr Andrzej Wasiuk
- kpt. Marek Mazurek.

## Przekształcenia
7 Oddział Ochrony Pogranicza → 7 Lubelski Oddział WOP → 13 Brygada Ochrony Pogranicza → 23 Brygada WOP → Grupa Manewrowa WOP Tomaszów (Chełm) Lubelski «» Samodzielny Oddział Zwiadowczy WOP Tomaszów (Chełm) Lubelski → 23 Oddział WOP → 23 Chełmski Oddział WOP → Nadbużańska Brygada WOP → Nadbużański Batalion WOP → Nadbużański Oddział Straży Granicznej